# Parastephos pallidus
Parastephos pallidus är en kräftdjursart som beskrevs av Georg Ossian Sars 1902. Parastephos pallidus ingår i släktet Parastephos och familjen Stephidae. Arten har ej påträffats i Sverige. Inga underarter finns listade i Catalogue of Life.